# Løss
Løss er en jordtype bestående af fint silt, som er aflejret af vinden. Løss findes mange steder i verden, og disse steder er altid meget frugtbare. Som eksempel kan nævnes de mere end 100 m tykke lag i det vestlige Kina. De er aflejret af kraftige vinde, der blæste fra kuldehøjtrykkene over Asiens tørre indre under istiderne. Også i Sydtyskland findes der tykke løsslag, som skaber grundlaget for en landbrugsproduktion med meget højt afkast.
Det er i øvrigt tankevækkende, at de første landbrugere slog sig ned netop der, hvor jorden består af løss. De må have kendt til de specielle plantesamfund, der opstår på den meget frodige jordbund, sådan at de vidste, hvor det kunne betale sig at rydde skov.